# 何午山
何午山（1922年—1994年），男，浙江绍兴人，中国电信与导弹控制专家，曾任航天工业部第二研究院二部科学技术委员会主任。